# Mechagodzilla
Mechagodzilla (ラカゴジラMekagojira) é um mecha que apareceu pela primeira vez no filme de 1974, Godzilla vs. Mechagodzilla, como um vilão extraterrestre. Em aparições subsequentes, é descrito como uma arma artificial projetada para defender o Japão do Godzilla. Em todas as encarnações, Mechagodzilla aparece como um doppelgänger robótico e é o segundo arqui-inimigo de Godzilla, atrás apenas do Rei Ghidorah, ostentando uma vasta gama de armas.